# هارتموت اسلینگر
هارتموت اسلینگر (به انگلیسی: Hartmut Esslinger)؛ (زادهٔ ۵ ژوئن ۱۹۴۴ میلادی) یک طراح صنعتی و مخترع آلمانی-آمریکایی است. او بیشتر به خاطر تأسیس شرکت مشاورۀ طراحی فراگ و کارش برای رایانه‌های اپل در اوایل دهۀ ۱۹۸۰ میلادی شناخته می‌شود.